# Iran i olympiska sommarspelen 2000
Iran deltog i de olympiska sommarspelen 2000 med en trupp bestående av 35 deltagare, 34 män och 1 kvinna, och de tog totalt fyra medaljer.

## Medaljer

### Guld
- Hossein Tavakkoli - Tyngdlyftning, tungvikt 105 kg
- Hossein Rezazadeh - Tyngdlyftning, supertungvikt +105 kg
- Alireza Dabir - Brottning, fristil 58 kg

### Brons
- Hadi Saei - Taekwondo, lättvikt

## Bordtennis
Herrar
| Idrottare           | Gren       | Gruppspel                               | Gruppspel | Sextondelsfinal  | Åttondelsfinal   | Kvartsfinal      | Semifinal        | Final            | Placering |
| Idrottare           | Gren       | Grupp                                   | Placering | Sextondelsfinal  | Åttondelsfinal   | Kvartsfinal      | Semifinal        | Final            | Placering |
| ------------------- | ---------- | --------------------------------------- | --------- | ---------------- | ---------------- | ---------------- | ---------------- | ---------------- | --------- |
| Majid Ehteshamzadeh | Herrsingel | Keen (NED) L 0–3 4–21, 11–21, 5–21      | Group J 3 | Gick inte vidare | Gick inte vidare | Gick inte vidare | Gick inte vidare | Gick inte vidare | 49        |
| Majid Ehteshamzadeh | Herrsingel | Tsiokas (GRE) L 0–3 19–21, 13–21, 13–21 | Group J 3 | Gick inte vidare | Gick inte vidare | Gick inte vidare | Gick inte vidare | Gick inte vidare | 49        |

## Boxning
Men
| Athlete                              | Event                     | Round 1              | Round 2          | Quarterfinal     | Semifinal        | Final | Rank |
| ------------------------------------ | ------------------------- | -------------------- | ---------------- | ---------------- | ---------------- | ----- | ---- |
| Mohammad Rahim Rahimi Flugvikt       | Tou (BUR) L Walkover      | Gick inte vidare     | Gick inte vidare | Gick inte vidare | Gick inte vidare | —     |      |
| Bijan Batmani Fjädervikt             | Juarez (USA) L            | Gick inte vidare     | Gick inte vidare | Gick inte vidare | Gick inte vidare | 17    |      |
| Anoushiravan Nourian Lätt weltervikt | Olusegun (NGR) L Walkover | Gick inte vidare     | Gick inte vidare | Gick inte vidare | Gick inte vidare | —     |      |
| Babak Moghimi Weltervikt             | Husanov (UZB) L 5–15      | Gick inte vidare     | Gick inte vidare | Gick inte vidare | Gick inte vidare | 17    |      |
| Rouhollah Hosseini Tungvikt          |                           | Simmons (CAN) L 6–11 | Gick inte vidare | Gick inte vidare | Gick inte vidare | 9     |      |

## Brottning
Fristil
| Idrottare        | Gren                   | Elimination               | Elimination | Kvartsfinal             | Semifinal            | Final                                              | Placering |
| Idrottare        | Gren                   | Pool                      | Placering   | Kvartsfinal             | Semifinal            | Final                                              | Placering |
| ---------------- | ---------------------- | ------------------------- | ----------- | ----------------------- | -------------------- | -------------------------------------------------- | --------- |
| Behnam Tayyebi   | Flugvikt, fristil      | Züünbayan (MGL) W 3–2     | Pool F 3    | Gick inte vidare        | Gick inte vidare     | Gick inte vidare                                   | 13        |
| Behnam Tayyebi   | Flugvikt, fristil      | Kardanov (GRE) L 0–7      | Pool F 3    | Gick inte vidare        | Gick inte vidare     | Gick inte vidare                                   | 13        |
| Behnam Tayyebi   | Flugvikt, fristil      | Railean (MDA) L 1–2       | Pool F 3    | Gick inte vidare        | Gick inte vidare     | Gick inte vidare                                   | 13        |
| Alireza Dabir    | Bantamvikt, fristil    | Embalo (GBS) W 10–0       | Pool A 1 Q  | Pürevbaatar (MGL) W 5–2 | Brands (USA) W 6–4   | Buslovych (UKR) W 3–0                              | 1         |
| Alireza Dabir    | Bantamvikt, fristil    | Sissaouri (CAN) W 3–0     | Pool A 1 Q  | Pürevbaatar (MGL) W 5–2 | Brands (USA) W 6–4   | Buslovych (UKR) W 3–0                              | 1         |
| Mohammad Talaei  | Fjädervikt, fristil    | Kolat (USA) W 5–4         | Pool C 1 Q  | Hayrapetyan (ARM) W 3–2 | Barzakov (BUL) L 0–4 | Bronsmatch Jang (KOR) L 2–12                       | 4         |
| Mohammad Talaei  | Fjädervikt, fristil    | Islamov (UZB) W Walkover  | Pool C 1 Q  | Hayrapetyan (ARM) W 3–2 | Barzakov (BUL) L 0–4 | Bronsmatch Jang (KOR) L 2–12                       | 4         |
| Amir Tavakkolian | Lättvikt, fristil      | Bedineishvili (GEO) W 5–4 | Pool A 2    | Gick inte vidare        | Gick inte vidare     | Gick inte vidare                                   | 10        |
| Amir Tavakkolian | Lättvikt, fristil      | Igali (CAN) L 2–2         | Pool A 2    | Gick inte vidare        | Gick inte vidare     | Gick inte vidare                                   | 10        |
| Pejman Dorostkar | Weltervikt, fristil    | Mönkhbayar (MGL) W 3–0    | Pool B 2    | Gick inte vidare        | Gick inte vidare     | Gick inte vidare                                   | 12        |
| Pejman Dorostkar | Weltervikt, fristil    | Laliyev (KAZ) L 1–3       | Pool B 2    | Gick inte vidare        | Gick inte vidare     | Gick inte vidare                                   | 12        |
| Amir Reza Khadem | Mellanvikt, fristil    | Ghiţă (ROU) W 5–3         | Pool F 1 Q  | Bye                     | Romero (CUB) L 0–3   | Bronsmatch Ibragimov (MKD) L 1–4                   | 4         |
| Amir Reza Khadem | Mellanvikt, fristil    | Aka-Akesse (CIV) W 4–0    | Pool F 1 Q  | Bye                     | Romero (CUB) L 0–3   | Bronsmatch Ibragimov (MKD) L 1–4                   | 4         |
| Amir Reza Khadem | Mellanvikt, fristil    | Kapuvári (HUN) W 5–3      | Pool F 1 Q  | Bye                     | Romero (CUB) L 0–3   | Bronsmatch Ibragimov (MKD) L 1–4                   | 4         |
| Alireza Heidari  | Tungvikt, fristil      | Scherrer (SUI) W 7–1      | Pool B 1 Q  | Kurtanidze (GEO) L 0–1  | Gick inte vidare     | Match om femte plats Xanthopoulos (GRE) L Walkover | 6         |
| Alireza Heidari  | Tungvikt, fristil      | Doğu (TUR) W 6–1          | Pool B 1 Q  | Kurtanidze (GEO) L 0–1  | Gick inte vidare     | Match om femte plats Xanthopoulos (GRE) L Walkover | 6         |
| Abbas Jadidi     | Supertungvikt, fristil | Topalidis (GRE) W 9–1     | Pool F 1 Q  | Bye                     | Musulbes (RUS) L 0–3 | Bronsmatch Rodríguez (CUB) L 0–1                   | 4         |
| Abbas Jadidi     | Supertungvikt, fristil | Modebadze (GEO) W 4–0     | Pool F 1 Q  | Bye                     | Musulbes (RUS) L 0–3 | Bronsmatch Rodríguez (CUB) L 0–1                   | 4         |

Grekisk-romersk
| Idrottare       | Gren                        | Elimination             | Elimination | Kvartsfinal     | Semifinal       | Final                                      | Placering |
| Idrottare       | Gren                        | Pool                    | Placering   | Kvartsfinal     | Semifinal       | Final                                      | Placering |
| --------------- | --------------------------- | ----------------------- | ----------- | --------------- | --------------- | ------------------------------------------ | --------- |
| Hassan Rangraz  | Flugvikt, grekisk-romersk   | Švehla (CZE) W 8–2      | Pool C 2    | Did not advance | Did not advance | Did not advance                            | 14        |
| Hassan Rangraz  | Flugvikt, grekisk-romersk   | Wang (CHN) L 2–8        | Pool C 2    | Did not advance | Did not advance | Did not advance                            | 14        |
| Ali Ashkani     | Bantamvikt, grekisk-romersk | Majoros (HUN) W 5–1     | Pool B 1 Q  | Kim (KOR) L 1–3 | Did not advance | Match om femte plats Gruenwald (USA) W 3–2 | 5         |
| Ali Ashkani     | Bantamvikt, grekisk-romersk | Guliashvili (GEO) W 7–0 | Pool B 1 Q  | Kim (KOR) L 1–3 | Did not advance | Match om femte plats Gruenwald (USA) W 3–2 | 5         |
| Parviz Zeidvand | Lättvikt, grekisk-romersk   | Dugushiev (AZE) L 0–5   | Pool C 3    | Did not advance | Did not advance | Did not advance                            | 16        |
| Parviz Zeidvand | Lättvikt, grekisk-romersk   | Lappalainen (FIN) L 1–2 | Pool C 3    | Did not advance | Did not advance | Did not advance                            | 16        |

## Cykling
Herrar
| Cyklist        | Gren                | Tid             | Placering       |
| -------------- | ------------------- | --------------- | --------------- |
| Hossein Askari | Herrarnas linjelopp | Fullföljde inte | Fullföljde inte |
| Ahad Kazemi    | Herrarnas linjelopp | Fullföljde inte | Fullföljde inte |

## Friidrott
Herrar
| Löpare             | Gren                | Omgång 1 | Omgång 1 | Omgång 1  | Semifinal        | Semifinal        | Semifinal        | Final            | Final            | Rank |
| Löpare             | Gren                | Heat     | Tid      | Placering | Heat             | Tid              | Placering        | Tid              | Placering        | Rank |
| ------------------ | ------------------- | -------- | -------- | --------- | ---------------- | ---------------- | ---------------- | ---------------- | ---------------- | ---- |
| Mehdi Jelodarzadeh | Herrarnas 800 meter | 6        | 1:47.91  | 6         | Gick inte vidare | Gick inte vidare | Gick inte vidare | Gick inte vidare | Gick inte vidare | 35   |

## Judo
Herrar
| Idrottare         | Gren                     | 32-delsfinal | Sextondelsfinal          | Åttondelsfinal            | Kvartsfinal                          | Semifinal                         | Återkval                             | Final                                        | Placering |
| ----------------- | ------------------------ | ------------ | ------------------------ | ------------------------- | ------------------------------------ | --------------------------------- | ------------------------------------ | -------------------------------------------- | --------- |
| Arash Miresmaeili | Halv lättvikt (-66 kg)   | Bye          | Özkan (TUR) L 0001–0110  | Bye                       | Repechage Georgiev (BUL) W 1001–0000 | Repechage Zhang (CHN) W 1001–0001 | Repechage Nakamura (JPN) W 1000–0000 | 3rd place match Giovinazzo (ITA) L 0010–0010 | 5         |
| Kazem Sarikhani   | Halv mellanvikt (-81 kg) | Bye          | Guindo (MLI) W 1001–0011 | Randall (GBR) W 0200–0013 | Delgado (POR) L 0001–1012            | Repechage Kelly (AUS) W 1100–0101 | Repechage Budõlin (EST) L 0000–1000  | Gick inte vidare                             | 7         |
| Mahmoud Miran     | Tungvikt (+100 kg)       | Bye          | Möller (GER) L 0001–0001 | Gick inte vidare          | Gick inte vidare                     | Gick inte vidare                  | Gick inte vidare                     | Gick inte vidare                             | 20        |

## Kanotsport
Sprint
Herrar
| Kanotist     | Gren                 | Heat | Heat     | Heat      | Semifinal        | Semifinal        | Semifinal        | Final            | Final            | Placering |
| Kanotist     | Gren                 | Heat | Tid      | Placering | Heat             | Tid              | Placering        | Tid              | Placering        | Placering |
| ------------ | -------------------- | ---- | -------- | --------- | ---------------- | ---------------- | ---------------- | ---------------- | ---------------- | --------- |
| Nader Eivazi | Herrarnas K-1 500 m  | 3    | 1:49.306 | 8         | Gick inte vidare | Gick inte vidare | Gick inte vidare | Gick inte vidare | Gick inte vidare | 29        |
| Nader Eivazi | Herrarnas K-1 1000 m | 2    | 3:59.767 | 8         | Gick inte vidare | Gick inte vidare | Gick inte vidare | Gick inte vidare | Gick inte vidare | 31        |

## Ridsport
Hoppning
| Ryttare          | Häst     | Gren                 | Kval  | Kval  | Kval  | Kval   | Kval      | Finalomgång A    | Finalomgång A    | Finalomgång B    | Finalomgång B    | Finalomgång B    |
| Ryttare          | Häst     | Gren                 | 1:a   | 2:a   | 3:e   | Totalt | Placering | Straff           | Placering        | Straff           | Totalt           | Placering        |
| ---------------- | -------- | -------------------- | ----- | ----- | ----- | ------ | --------- | ---------------- | ---------------- | ---------------- | ---------------- | ---------------- |
| Ali Nilforoushan | Campione | Individuell hoppning | 18,50 | 12,00 | 20,00 | 50,50  | 56        | Gick inte vidare | Gick inte vidare | Gick inte vidare | Gick inte vidare | Gick inte vidare |

## Taekwondo
| Idrottare    | Gren             | Åttondelsfinaler     | Kvartsfinaler        | Semifinaer           | Återkval                       | Final                           | Final     |
| Idrottare    | Gren             | Motståndare Resultat | Motståndare Resultat | Motståndare Resultat | Motståndare Resultat           | Motståndare Resultat            | Placering |
| ------------ | ---------------- | -------------------- | -------------------- | -------------------- | ------------------------------ | ------------------------------- | --------- |
| Hadi Saei    | Herrarnas −68 kg | Hsu (TPE) W 5–2      | Hernando (ARG) W 3–0 | Sin (KOR) L 3–5      | Återkval Massimino (AUS) W 6–5 | Bronsmatch Çalışkan (AUT) W 4–2 | 3         |
| Majid Aflaki | Herrarnas −80 kg | Estrada (MEX) L 3–4  | Gick inte vidare     | Gick inte vidare     | Gick inte vidare               | Gick inte vidare                | 11        |